# Ca l'Aimeric (Caldes de Malavella)
Ca l'Aimeric és una masia situada als afores del nucli urbà de Caldes de Malavella (Selva). Concretament, es troba al km 702, al costat dret de la N-II en direcció a Girona, des de Caldes de Malavella. És una obra inclosa en l'Inventari del Patrimoni Arquitectònic de Catalunya.

## Descripció
Presenta una estructura de dues plantes i teulada a doble vessant, inclinada cap a les dues façanes laterals de l'edifici, amb ràfec de doble filera i cornisa catalana. La porta d'entrada, al centre de l'edifici, és de mig punt amb grans dovelles i està flanquejada per dues finestres que protegeixen l'accés a l'interior de la casa per intrusos amb unes reixes de treball de forja. Just al costat esquerre de la porta d'entrada, hi ha un banc corregut d'obra. Al pis superior, tres finestres, la central de les quals es troba just sobre la porta d'entrada. Aquestes són quadrangulars amb llinda monolítica. Dos detalls destaquen de la façana: un rellotge de sol i una escena religiosa treballada en rajola vidriada. Al voltant de l'edifici, construccions agrícoles i ramaderes.